# Bukit Gajah
Bukit Gajah is een bestuurslaag in het regentschap Pelalawan van de provincie Riau, Indonesië. Bukit Gajah telt 2849 inwoners (volkstelling 2010).